# Одинцово
Одинцово (рус. Одинцово) град је у Русији у Московској области. Према попису становништва из 2010. у граду је живело 139.021 становника.

## Становништво
Према прелиминарним подацима са пописа, у граду је 2010. живело 139.021 становника, 4.177 (3,10%) више него 2002.
| 1939.  | 1959.  | 1970.  | 1979.   | 1989.   | 2002.   | 2010.   |
| ------ | ------ | ------ | ------- | ------- | ------- | ------- |
| 12.548 | 20.337 | 67.354 | 101.365 | 125.149 | 134.844 | 138.930 |

## Градови побратими
- Новополоцк
- Бердјанск
- Керч
- Кизљар
- Анадир
- Витмунд
- Крушевац